# آنتیا خاکومه
آنتیا خاکومه (اسپانیایی: Antía Jácome‎؛ زادهٔ ۲۲ نوامبر ۱۹۹۹) قایقران کانو زن اهل اسپانیا است.
وی در مسابقات کشوری و بین‌المللی در مجموع برندهٔ ۱ مدال طلا، ۵ مدال نقره شده‌است.